# E-ulmasz (Akad)
E-ulmasz (sum. é.ul.maš, tłum. „Dom Ulmasz”) – ceremonialna nazwa świątyni bogini Isztar w Ulmasz, świętej dzielnicy miasta Agade.
Wzmiankowana w prologu do Kodeksu Hammurabiego:

„(Hammurabi), pasterz ludu, którego czyny miłe są Isztar, który osadził Isztar w E-ulmasz, wewnątrz Agade, (miasta) handlu”

Odbudowana przez Nabonida (556-539 p.n.e.), który wznieść ją miał na odkrytych przez siebie fundamentach wcześniejszych świątyń z czasów Sargona Wielkiego (ok. 2334-2279 p.n.e.) i Naram-Sina (ok. 2254-2216 p.n.e.). Według Nabonida przy świątyni tej znajdować się również miały dwa ziguraty, gdyż w swej inskrypcji wspomina on o odbudowie E-ulmasz "wraz z jej dwoma ziguratami" (akad. a-di šittata ziq-qur-re-e-ti-šú). Jeden z nich poświęcony był najprawdopodobniej Isztar, a drugi Dumuziemu, gdyż przypuszcza się, że sanktuarium tego ostatniego mogło również znajdować się w E-ulmasz.